# وندویل کپلی
وندویل کپلی (به فرانسوی: Vendeuil-Caply) یک کامین در فرانسه است که در Canton of Breteuil واقع شده‌است.

## خصوصیات
وندویل کپلی ۱۰٫۸۴ کیلومترمربع مساحت و ۴۱۷ نفر جمعیت دارد و ۹۰ متر بالاتر از سطح دریا واقع شده‌است.